# Puchar Ameryki Północnej w biathlonie 2016/2017
Puchar Ameryki Północnej w biathlonie 2016/2017 kolejna edycja tego cyklu zawodów. Pierwsze starty odbyły się 3 grudnia 2016 r. w kanadyjskim Canmore, zaś koniec cyklu nastąpił 5 marca 2017 r. w kanadyjskim Whistler. W cyklu odbyły się również Mistrzostwa Ameryki Północnej w Biathlonie, zostały one rozegrane w dniach 7–12 marca 2017 roku w kanadyjskim Canmore. Łącznie zostało rozegranych 12 konkursów dla kobiet i 15 dla mężczyzn (w 3 konkursach kobiety nie wzięły udziału).

## Wyniki
| Lp. | Data                | Miejscowość | Konkurencja                                     | 1. miejsce                                      | 2. miejsce                                      | 3. miejsce                                      |
| --- | ------------------- | ----------- | ----------------------------------------------- | ----------------------------------------------- | ----------------------------------------------- | ----------------------------------------------- |
| 1.  | 3–4 grudnia 2016    | Canmore     | Kobiety – Sprint                                | Maddie Phaneuf                                  | Emily Dreissigacker                             | Hallie Grossman                                 |
| 1.  | 3–4 grudnia 2016    | Canmore     | Kobiety – Bieg masowy                           | Maddie Phaneuf                                  | Jessica Paterson                                | Hallie Grossman                                 |
| 1.  | 3–4 grudnia 2016    | Canmore     | Mężczyźni – Sprint                              | Aidan Millar                                    | Bill Bowler                                     | Paul Schommer                                   |
| 1.  | 3–4 grudnia 2016    | Canmore     | Mężczyźni – Bieg masowy                         | Paul Schommer                                   | Ethan Dreissgacker                              | Aidan Millar                                    |
| 2.  | 7–8 stycznia 2017   | Québec      | Kobiety – Sprint                                | Claude Godbout                                  | –                                               | –                                               |
| 2.  | 7–8 stycznia 2017   | Québec      | Kobiety – Bieg pościgowy                        | –                                               | –                                               | –                                               |
| 2.  | 7–8 stycznia 2017   | Québec      | Mężczyźni – Sprint                              | Aidan Millar                                    | Michael Gibson                                  | Ethan Dreissgacker                              |
| 2.  | 7–8 stycznia 2017   | Québec      | Mężczyźni – Bieg pościgowy                      | Michael Gibson                                  | William Brown                                   | Ethan Dreissgacker                              |
| 3.  | 13–15 stycznia 2017 | La Patrie   | Kobiety – Sprint                                | –                                               | –                                               | –                                               |
| 3.  | 13–15 stycznia 2017 | La Patrie   | Kobiety – Bieg pościgowy                        | –                                               | –                                               | –                                               |
| 3.  | 13–15 stycznia 2017 | La Patrie   | Mężczyźni – Sprint                              | Vincent Blais                                   | Seamus Boyd-Porter                              | Alexandre Dupuis                                |
| 3.  | 13–15 stycznia 2017 | La Patrie   | Mężczyźni – Bieg pościgowy                      | Alexandre Dupuis                                | Simon Premoze                                   | Jaspar MacKenzie                                |
| 4.  | 11–12 lutego 2017   | Jericho     | Kobiety – Sprint                                | Emily Dreissigacker                             | Hallie Grossman                                 | Kaitlynn Miller                                 |
| 4.  | 11–12 lutego 2017   | Jericho     | Kobiety – Bieg pościgowy                        | Emily Dreissigacker                             | Hallie Grossman                                 | Kaitlynn Miller                                 |
| 4.  | 11–12 lutego 2017   | Jericho     | Mężczyźni – Sprint                              | Jake Brown                                      | Alexander Howe                                  | Jakob Ellingson                                 |
| 4.  | 11–12 lutego 2017   | Jericho     | Mężczyźni – Bieg pościgowy                      | Jakob Ellingson                                 | Alexander Howe                                  | Jake Brown                                      |
| 5.  | 18–19 lutego 2017   | Lake Placid | Kobiety – Sprint                                |                                                 |                                                 |                                                 |
| 5.  | 18–19 lutego 2017   | Lake Placid | Kobiety – Bieg pościgowy                        | Emily Dreissigacker                             | Hallie Grossman                                 | Caitlin Behr                                    |
| 5.  | 18–19 lutego 2017   | Lake Placid | Mężczyźni – Sprint                              |                                                 |                                                 |                                                 |
| 5.  | 18–19 lutego 2017   | Lake Placid | Mężczyźni – Bieg pościgowy                      | Nathan Smith                                    | Alexander Howe                                  | Michael Gibson                                  |
| 6.  | 4–5 marca 2017      | Whistler    | Kobiety – Sprint                                | Cathy Martin                                    | Anna Parkhomenka                                | Laura Sluder                                    |
| 6.  | 4–5 marca 2017      | Whistler    | Kobiety – Bieg pościgowy                        | Cathy Martin                                    | Laura Sluder                                    | Anna Parkhomenka                                |
| 6.  | 4–5 marca 2017      | Whistler    | Mężczyźni – Sprint                              | Bill Bowler                                     | Matthew Strum                                   | Max Sterelyukhin                                |
| 6.  | 4–5 marca 2017      | Whistler    | Mężczyźni – Bieg pościgowy                      | Bill Bowler                                     | Matthew Strum                                   | Max Sterelyukhin                                |
|     | 7–12 marca 2017     | Canmore     | Mistrzostwa Ameryki Północnej w Biathlonie 2017 | Mistrzostwa Ameryki Północnej w Biathlonie 2017 | Mistrzostwa Ameryki Północnej w Biathlonie 2017 | Mistrzostwa Ameryki Północnej w Biathlonie 2017 |

## Klasyfikacje

### Mężczyźni
| Miejsce | Zawodnik | Punkty |
| ------- | -------- | ------ |
| 1.      |          |        |
| 2.      |          |        |
| 3.      |          |        |
| 4.      |          |        |
| 5.      |          |        |
| 6.      |          |        |
| 7.      |          |        |
| 8.      |          |        |
| 9.      |          |        |
| 10.     |          |        |

| Miejsce | Zawodnik | Punkty |
| ------- | -------- | ------ |
| 11.     |          |        |
| 12.     |          |        |
| 13.     |          |        |
| 14.     |          |        |
| 15.     |          |        |
| 16.     |          |        |
| 17.     |          |        |
| 18.     |          |        |
| 19.     |          |        |
| 20.     |          |        |

### Kobiety
| Miejsce | Zawodniczka | Punkty |
| ------- | ----------- | ------ |
| 1.      |             |        |
| 2.      |             |        |
| 3.      |             |        |
| 4.      |             |        |
| 5.      |             |        |
| 6.      |             |        |
| 7.      |             |        |
| 8.      |             |        |
| 9.      |             |        |
| 10.     |             |        |

| Miejsce | Zawodnik | Punkty |
| ------- | -------- | ------ |
| 11.     |          |        |
| 12.     |          |        |
| 13.     |          |        |
| 14.     |          |        |
| 15.     |          |        |
| 16.     |          |        |
| 17.     |          |        |
| 18.     |          |        |
| 19.     |          |        |
| 20.     |          |        |